# Mojanci
Mojanci (macedónul: Мојанци), albánul: Majanca) település Észak-Macedóniában, a Szkopjei körzet Aracsinovói járásában.

## Népesség
| Lakosok száma | 361  | 414  | 392  | 537  | 120  | 2    | 1519 | 2325 | 2912 |
|               | 1948 | 1953 | 1961 | 1971 | 1981 | 1991 | 1994 | 2002 | 2021 |

2002-ben 2325 lakosa volt, akik közül 2315 albán, 2 macedón és 8 egyéb nemzetiségű.